# グレーター

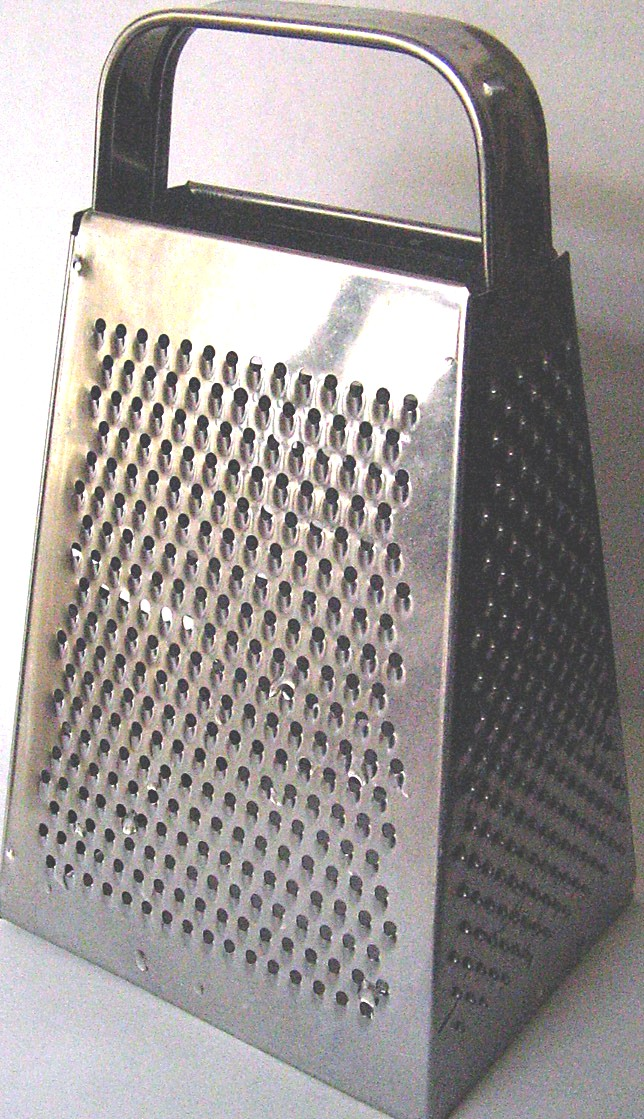
チーズ用グレーター

グレーター (grater) またはシュレッダー (shredder) は、食材を細かくおろすための調理器具である。1540年代にフランスのフランソワ・ブーリエが、固くなったチーズを用いたいというアイデアから発明した。

## 利用

### 調理
おろし金部分の大きさが異なるさまざまなグレーターがあり、多様な食材に対応できる。一般的には、チーズや柑橘類のピールをおろすのに用いられるが、その他の柔らかい食材にも使える。チーズトーストやウェルシュ・レアビット、またマカロニ・アンド・チーズやカリフラワーチーズ等、チーズソースを用いる料理の調理には、欠かせない器具である。
スラヴ料理では、ポテトパンケーキやポテトバブカのためにジャガイモをおろすのに用いられる。
熱帯の国々では、ココナッツの果肉をおろすのに用いられる。インド亜大陸では、人気のデザートであるガジャル・カ・ハルバの調理に用いられる。
グレーターでは、中央部よりも端部が薄い断片が作られる。これにより食材は、フードプロセッサーなどで均一に切断した場合と比べ、溶けやすくなったり、食感が変わったりする。

### 楽器
ジャマイカでは、ココナッツグレーターを伝統的な楽器として用い、太鼓やファイフとともに、クミナやジョンカヌー、また時にはメントの演奏に用いられる。

## 画像

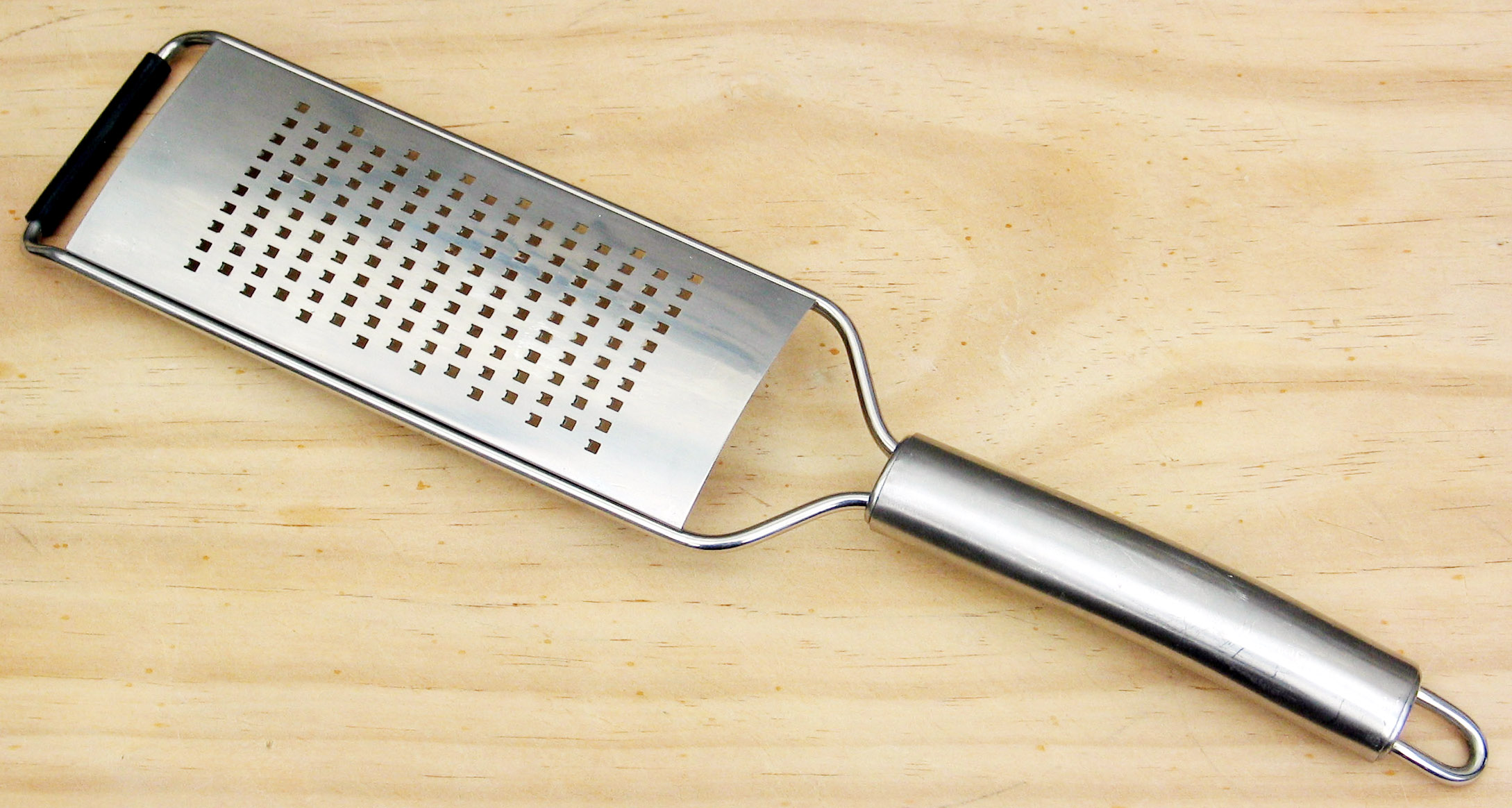
マイクロプレーン
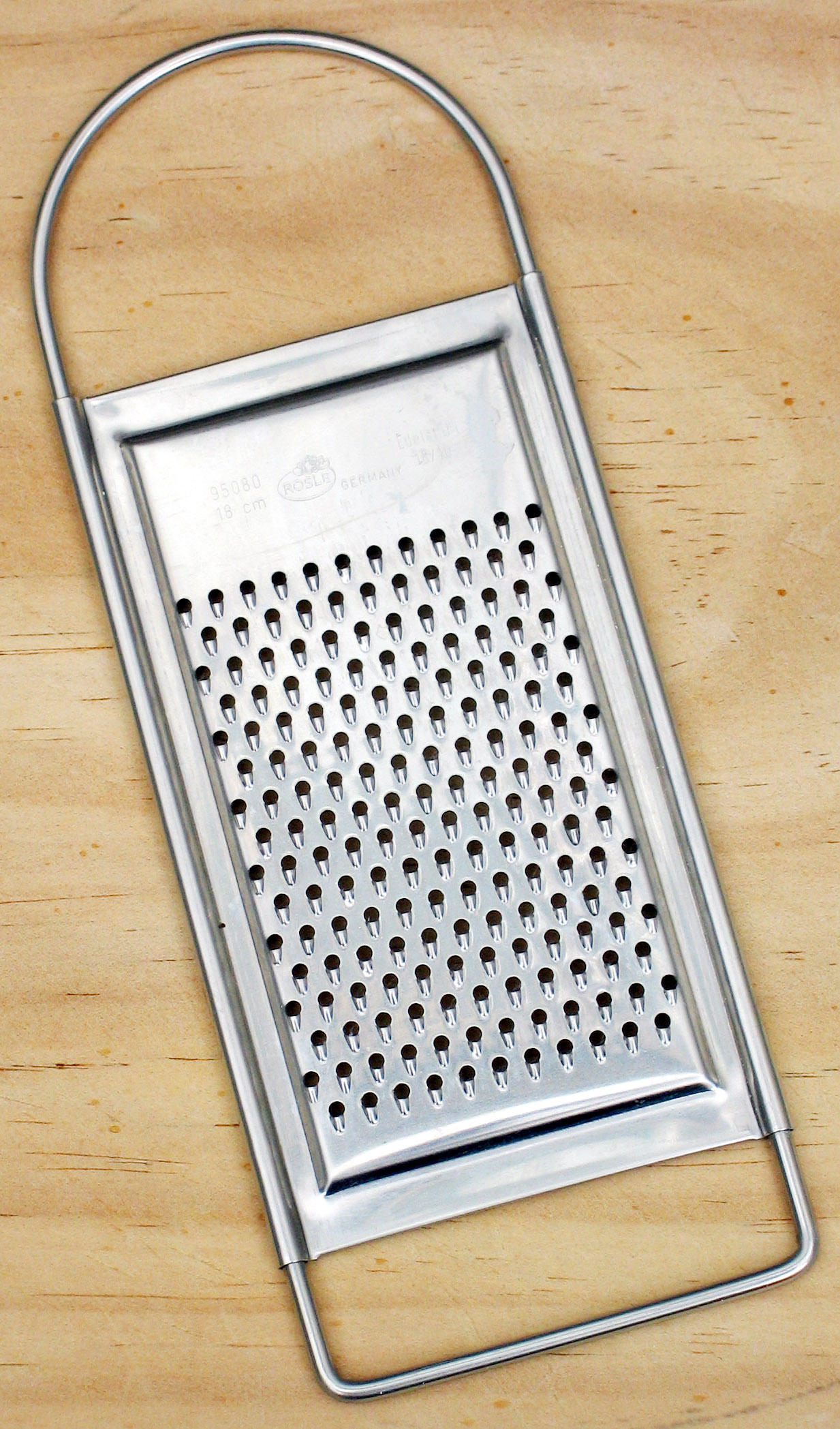
ゼスター
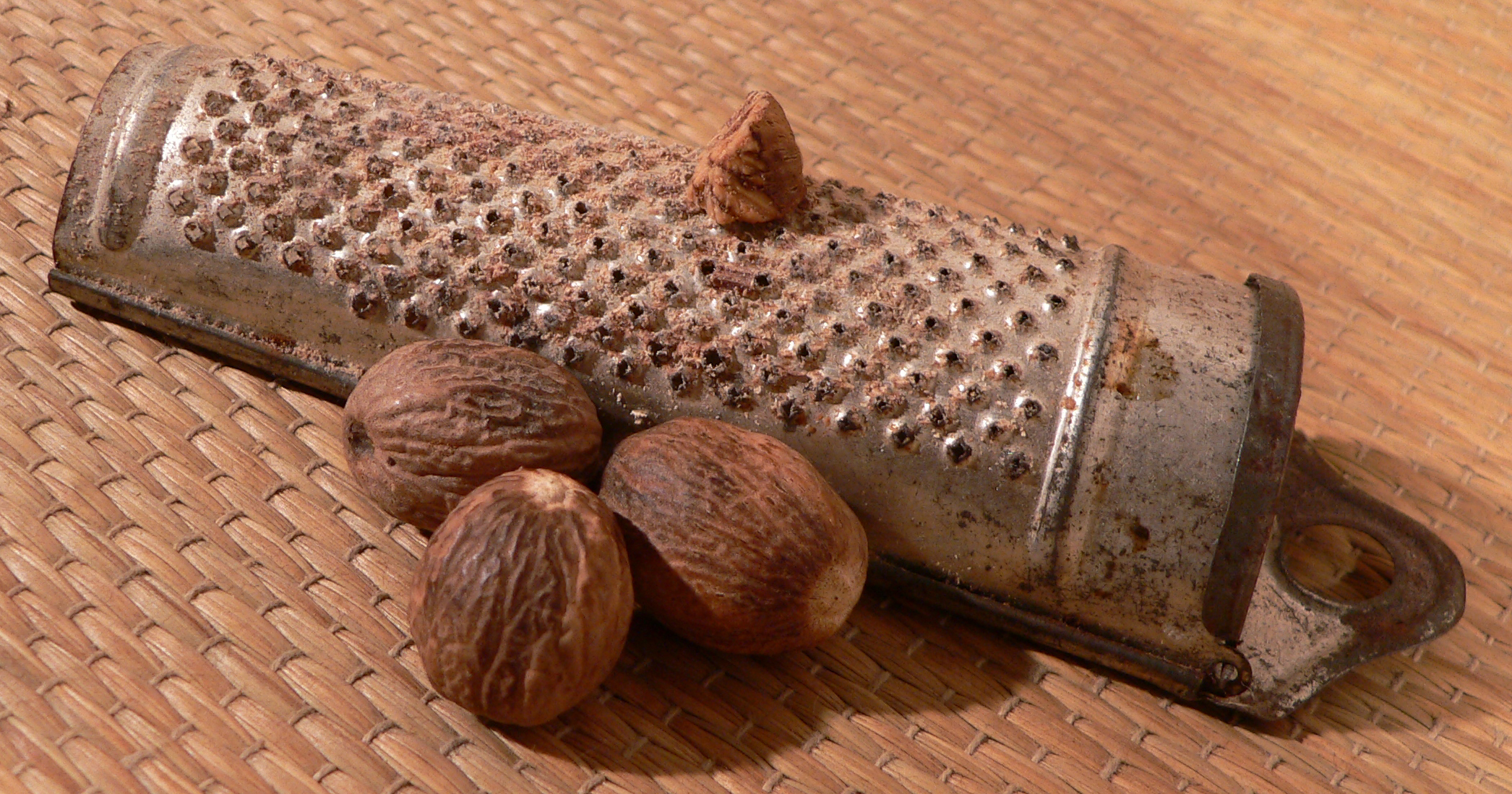
ナツメググレーター
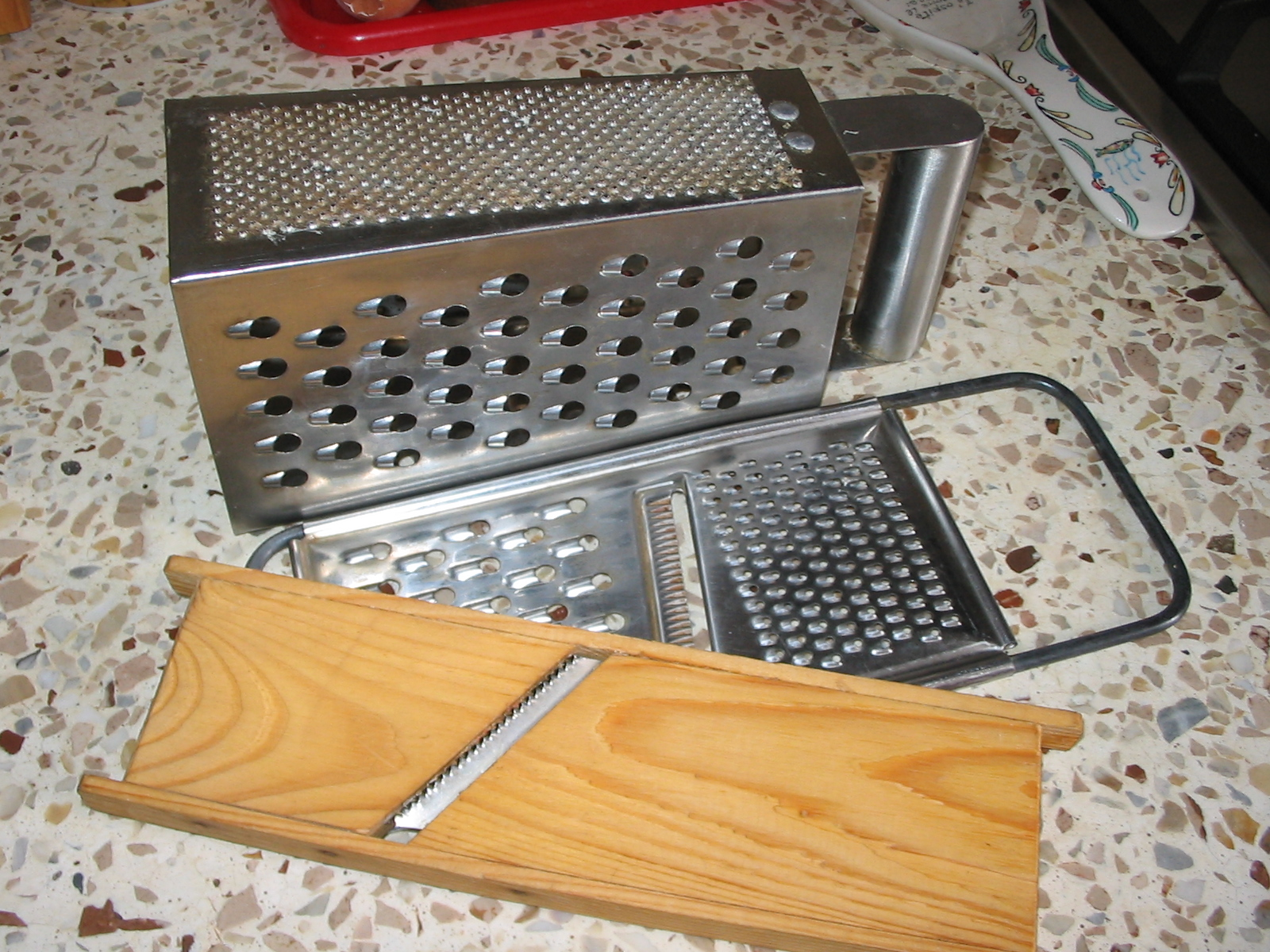
多用途グレーター
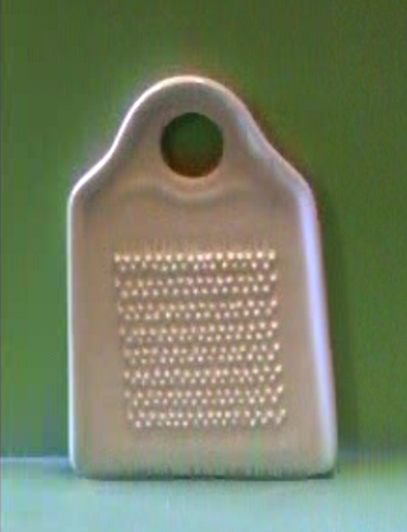
磁器製のショウガ用グレーター
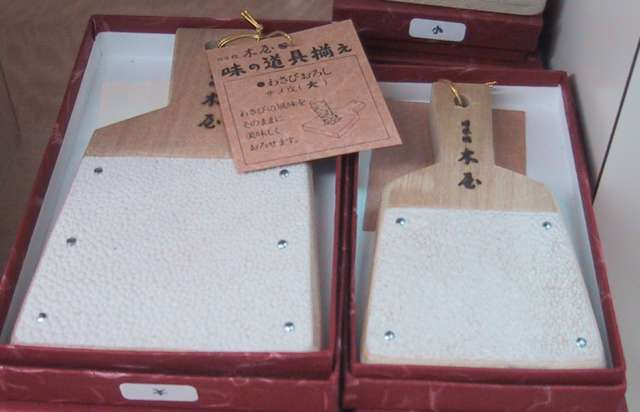
サメの皮を利用した、ワサビおろし専用のグレーター